# Kotlina Pobuża
Kotlina Pobuża (851.2) – makroregion fizycznogeograficzny, część Wyżyny Wołyńsko-Podolskiej. Leży prawie w całości na terytorium Ukrainy, w Polsce znajduje się tylko mały fragment regionu – Równina Bełska.